# Halictus smaragdulus
Halictus smaragdulus är en biart som beskrevs av Joseph Vachal 1895. Halictus smaragdulus ingår i släktet bandbin, och familjen vägbin. Inga underarter finns listade i Catalogue of Life.